# People For the American Way
People for the American Way (PFAW) es una organización progresista que está involucrada en el activismo político. Los temas en los que se involucra son las nominaciones judiciales, la separación iglesia/estado, los derechos civiles, los derechos de voto para Washington D. C. en el Congreso de los EE. UU. y la igualdad de derechos para las personas lesbianas, gays, bisexuales y transexuales (LGBT) y la promoción de la participación cívica.

## Propósito
PFAW dice sobre su propósito en su sitio web 
People For the American Way se dedica a hacer realidad la promesa de Estados Unidos para todos los estadounidenses: Igualdad. Libertad de expresión. Libertad de religión. El derecho a buscar justicia en un tribunal de justicia. El derecho a emitir un voto que cuenta. Al estilo americano.
Nuestra visión es una sociedad democrática vibrantemente diversa en la que todos reciban el mismo trato ante la ley, se les dé la libertad y la oportunidad de perseguir sus sueños y se les aliente a participar en la vida cívica y política de nuestra nación. Nuestra América respeta la diversidad, nutre la creatividad y combate el odio y la intolerancia.
Creemos que vale la pena luchar por una sociedad que refleje estos principios constitucionales y valores progresistas, y tomamos en serio nuestra responsabilidad de cultivar nuevas generaciones de líderes y activistas que sostendrán estos valores para la vida de esta nación.
Nuestra misión operativa es promover la Vía Americana y defenderla de los ataques, construir y nutrir comunidades de apoyo a nuestros valores, y equipar a esas comunidades para promover políticas progresistas, elegir candidatos progresistas y responsabilizar a los funcionarios públicos.

## Otros sitios web
- PFAW sitio web oficial
- Vídeos de YouTube
- Blog del PFAW